# Генчев, Христо Велков
Христо Велков Генчев (в СССР: Христо Волкович Генчев; псевдоним: Кристо; 15 [27] июля 1897, Пирдоп, Софийская область — 20 июня 1943, Саратов) — болгарский военный разведчик, участник операций по доставке оружия болгарским партизанам.

## Биография
Христо Генчев родился 15 июля 1897 года в городе Пирдоп Болгарии в семье бедного крестьянина. Христо Генчев закончил городскую школу, годы обучения в школе — 1905—1909. В 1909 — 1917 годах учился в гимназии.
С мая 1917 года по ноябрь 1918 года Христо Генчев служил рядовым в болгарской армии в артиллерии. Жил в деревне у отца, занимался крестьянским трудом (1918—1921), был землемером деревенской общины (1921—1922). Христо Генчев окончил юридический факультет Софийского университета (1918—1922).
Христо Велков Генчев являлся — секретарём уездного комитета комсомола, членом уездного комитета партии, секретарём боевой тройки по подготовке вооруженного восстания, секретарём контрольной комиссии БКП (1920—1922), членом болгарской Коммунистической партии (1920—1923), ВКП(б) с 1923 года.
В 1922—1923 годах был курьером в нелегальной партийной группе Г. Чочева, которая обслуживала каналы связи Варна — Севастополь, Варна — Одесса.
В 1923 году Генчев Христо выехал в СССР, был сотрудником советской военной разведки. Генчев участвовал в операциях по переброске из СССР в Болгарию партизанам оружия (июнь—август 1924 года). В 1924 году Христо Генчев был арестован болгарской полицией у с. Св. Влас в районе Бургаса, при аресте он оказал вооруженное сопротивление. Христо Велков Генчев через семь месяцев был осуждён на пять лет тюремного заключения. В конце 1927 года он вышел на свободу по амнистии.
В 1927—1930 годах Генчев Христо выполнял задания РУ штаба РККА в Австрии и Чехословакии. С 1927 по 1933 годы он  изучал право на юридическом факультете в Граце (Австрия). В Вене с 1930 года он был в группе у Ивана Винарова. Иван Винаров позднее писал:

Чрезвычайно ценным помощником у меня был кадровый разведчик, болгарин Христо Генчев.
В 1933 году Ивана Винарова вызвали в Москву и Христо Генчев назначен резидентом, расширил организацию. Генчев совершил удачную операцию, он смог получить чертежи нового вооружения с помощью главного инженера заводов Круппа. Австрийской полицией в ноябре 1933 года Христо Генчев арестован и был выслан из страны в октябре 1934 года.
Христо Генчев вернулся в СССР. Он окончил аспирантуру Коммунистического университета национальных меньшинств Запада (КУНМЗ), затем преподавал историю ВКП(б) в вузах, работал в Коминтерне.
Генчева Христо 16 февраля 1938 года арестовали и 8 июня 1938 года он был осуждён на восемь лет. Умер Христо Генчев 20 июня 1943 года.
Христо Велков Генчев был репрессирован 16 февраля 1938 года. Реабилитирован: в СССР в 1956 году, в Болгарии в 1989 году.